# Humaira Begum

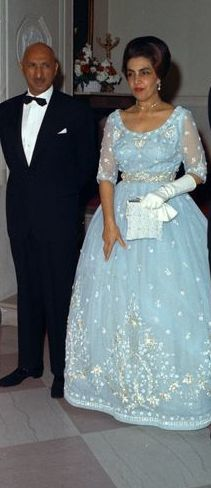
Humaira Begum und Mohammed Zahir Schah

Humaira Begum Schah (* 24. Juli 1918; † 26. Juni 2002 in Rom) war die Ehefrau des Schahs von Afghanistan, Mohammed Zahir Schah.

## Leben
Die damals 13-jährige Humaira Begum wurde am 7. November 1931 mit dem damals 17-jährigen Mohammed Zahir Schah verheiratet. Ihrer Ehe entstammen acht Kinder:
- Bilqis Begum (* 17. April 1932)
- Mohammed Akbar Khan (* 10. August 1933; † 26. November 1942), Kronprinz
- Ahmad Shah Khan (* 23. September 1934; † 4. Juni 2024), Kronprinz
- Maryam Begum (* 2. November 1936; † 25. Dezember 2021)
- Mohammed Nadir Khan (* 21. Mai 1941; † 3. April 2022)
- Schah Mahmud Khan (* 15. November 1946; † 7. Dezember 2002)
- Mohammed Daoud Pashtunyar Khan (* 14. April 1949)
- Mir Wais Khan (* 7. Januar 1957; † 29. September 2023)

Nach der Palastrevolte im Jahr 1973 lebte das Königspaar im Exil in einer Villa im römischen Prominenten-Vorort Olgiata.
Sechs Jahre vor ihrem Tod erkrankte Humaira Begum an einer Lichtallergie. Sie lebte fortan in ihrem verdunkelten Schlafzimmer, welches sie nur noch selten verließ.